# Vangueriopsis longiflora
Vangueriopsis longiflora là một loài thực vật thuộc họ Rubiaceae. Đây là loài đặc hữu của Tanzania.